# Brits-West-Indië

Britse Overzeese Gebieden in de Caraïben.

Brits-West-Indië (ook wel Britse Antillen genoemd) is de verzamelnaam voor al de eilanden in de Caraïben die Britse kolonies zijn of geweest zijn. De term slaat ook op de Britse bezittingen op het vasteland in het gebied: Brits-Honduras en Brits-Guiana (en de Miskitokust). 
De meeste gebieden zijn nu onafhankelijke staten. Thans onafhankelijke eilanden zijn:
- Antigua en Barbuda
- Bahama's
- Barbados
- Dominica
- Grenada
- Jamaica
- Saint Kitts en Nevis
- Saint Lucia
- Saint Vincent en de Grenadines
- Trinidad en Tobago

Brits gebied gebleven:
- Anguilla
- Bermuda
- Britse Maagdeneilanden
- Kaaimaneilanden
- Montserrat
- Turks- en Caicoseilanden

De twee gebieden op het vasteland zijn nu ook onafhankelijk, zij het onder een andere naam: Brits-Honduras werd Belize, en Brits-Guiana werd Guyana.

## Brits-West-Indië in het cricket (West Indies)
Tot op heden wordt Brits-West-Indië (West Indies) nog steeds vertegenwoordigd in het cricket. Het team van Brits-West-Indië bestaat uit de onafhankelijke landen Antigua en Barbuda, Barbados, Dominica, Grenada, Guyana, Jamaica, Saint Kitts en Nevis, Saint Lucia, Saint Vincent en the Grenadines, Trinidad en Tobago, en de Britse gebieden Anguilla, Montserrat, Britse Maagdeneilanden en de Amerikaanse Maagdeneilanden.
Het cricketteam is erg succesvol. Het won het wereldkampioenschap cricket in 1975 en 1979. Het was finalist in 1983. 
In 2007 werd het wereldkampioenschap door Brits-West-Indië georganiseerd op acht eilanden. Nederland nam deel aan dit toernooi.
In 2012 wonnen ze het WK Twenty20 in Sri Lanka.